# ديجرون

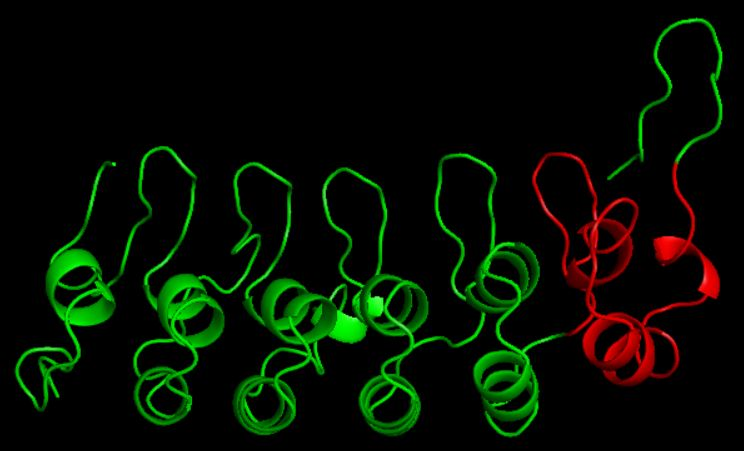
يظهر هنا باللون الأخضر IkBa ، المانع لـ NF-B والمنظم لجهاز المناعة. المنطقة الحمراء تبين ديجرون من نوع يوبيكويتين المستقلة

يعرف الديجرون على انه جزء من البروتين وهو مهم في تنظيم معدلات تحلل البروتين. تشمل الديجرونات المعروفة تسلسل الأحماض الأمينية القصيرة، الأشكال الهيكلية  والأحماض الأمينية المكشوفة (غالبًا الحمض الاميني ليسين أو أرجينين) التي تكون موجودة في أي مكان في البروتين. في الحقيقة، يمكن أن تحتوي بعض البروتينات على أكثر من ديجرون توجد الديجرونات في مجموعة متنوعة من الكائنات الحية، بدءًا من N-degrons (انظر قاعدة الطرف الأميني) التي تم ملاحظتها أولاً في الخميرة إلى تسلسل PEST لفأر ornithine decarboxylase. تم التعرف على الديجرونات في بدائيات النوى وكذلك حقيقيات النوى. من جهة أخرى هنالك أنواعًا عديدة من الديجرونات المختلفة، وتختلف بدرجة عالية من التنوع والتباين حتى داخل هذه المجموعات، فإن الديجرونات جميعها تشبه بعضها في مشاركتها في تنظيم معدل تحلل البروتين. لذلك يتم تصنيف آليات تحلل البروتين (انظر التحلل البروتيني) إلى حد كبير من خلال وجود واعتمادها أو عدم وجودها على يوبيكويتين، وهو بروتين صغير يشارك ويساعد في تحلل البروتين البروتوزومي، ويمكن أيضًا الإشارة إلى الديجرونات على أنها «معتمدة على يوبيكويتين» أو «يوبيكويتين-مستقلة».

## أنواع
سميت الديجرونات المعتمدة على Ubiquitin بهذا الاسم لأنها متورطة في عملية polyubiquitination لاستهداف البروتين إلى البروتيازوم. في بعض الحالات، يعمل الديغرون نفسه كموقع لتكاثر متعدد كما يظهر في بروتينات TAZ وبيتا-كاتينين. نظرًا لأن الآلية الدقيقة التي يشارك بها الدرجون في تعدد البروتينات غير معروفة دائمًا، يتم تصنيف الدجرونات على أنها تعتمد على Ubiquitin إذا أدى إزالتها من البروتين إلى تقليل انتشارها أو إذا أدت إضافتها إلى بروتين آخر إلى المزيد من الانتشار.
على النقيض من ذلك، فإن الديجرونات المستقلة عن Ubiquitin ليست ضرورية لتعدد البروتينات. على سبيل المثال، لم يتم إثبات مشاركة الدرجون الموجود على IkBa، وهو بروتين يشارك في تنظيم الجهاز المناعي، في التواجد في كل مكان منذ إضافته إلى البروتين الفلوري الأخضر (بروتينات فلورية خضراء) لم يؤدي إلى زيادة الانتشار. ومع ذلك، لا يمكن للدكرون إلا أن يلمح إلى الآلية التي يتم من خلالها تحلل البروتين  وبالتالي فإن تحديد وتصنيف درجة حرارة ما هو إلا الخطوة الأولى في فهم عملية تحلل البروتين.

## هوية

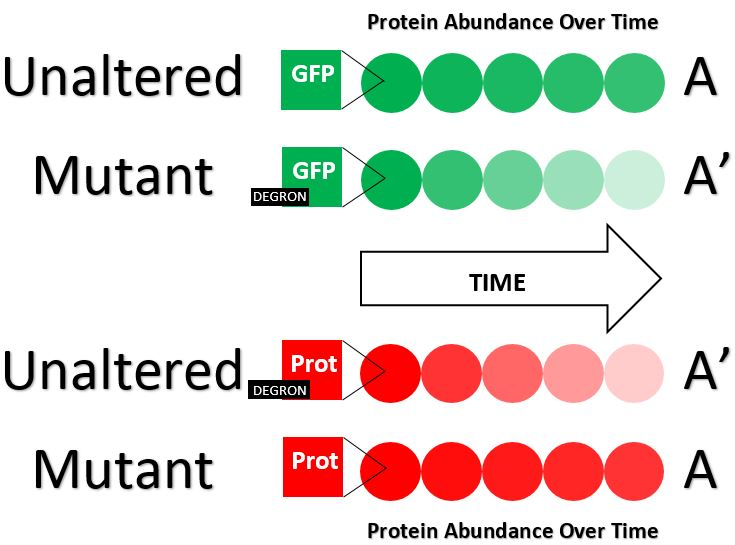
يظهر رسم تخطيطي يمثل إجراءين لتعريف درجة الحرارة تم تحديدهما في النص. في الإجراء الأول (الأخضر) ، يظل الشكل غير المتغير للبروتين وفيرًا بمرور الوقت بينما يتناقص الشكل المتحور الذي يحتوي على مرشح degron بسرعة. في الإجراء الثاني (الأحمر) ، يتناقص الشكل غير المتغير للبروتين الذي يحتوي على مرشح الديغرون بسرعة بمرور الوقت بينما يظل الشكل المتحور الذي تم تجريده من درجة الحرارة وفيرًا. يتم استخدام "أ" مقابل "أ" لتدوين أشكال البروتين التي تحتوي على درجة حرارة مقابل لا تحتوي على درجة.

من أجل تحديد جزء من البروتين باعتباره ديغرون، غالبًا ما يتم تنفيذ ثلاث خطوات.
أولاً، يتم دمج مرشح درجة الحرارة مع بروتين مستقر، مثل GFP ، وتتم مقارنة وفرة البروتين بمرور الوقت بين البروتين غير المتغير والاندماج (كما هو موضح باللون الأخضر). إذا كان المرشح هو في الواقع ديغرون، فإن وفرة بروتين الاندماج ستنخفض بشكل أسرع بكثير من البروتين غير المتغير.
ثانيًا، تم تصميم شكل متحور من بروتين الديرون بحيث يفتقر إلى مرشح درجة الحرارة. على غرار ما سبق، تتم مقارنة وفرة البروتين الطافر بمرور الوقت مع وفرة البروتين غير المتغير (كما هو موضح باللون الأحمر). إذا كان مرشح درجة الحرارة المحذوف هو في الواقع ديغرون، فإن وفرة البروتين الطافرة ستنخفض بشكل أبطأ بكثير من البروتين غير المتغير. تذكر أن الدجرونات غالبًا ما يشار إليها على أنها «تعتمد على يوبيكويتين» أو «مستقلة عن يوبيكويتين».
غالبًا ما تتم الخطوة الثالثة التي يتم إجراؤها بعد خطوة واحدة أو كلتا الخطوتين السابقتين، لأنها تعمل على تحديد اعتماد يوبيكويتين أو عدمه من قبل تحديد درجة الحرارة. في هذه الخطوة، سيتم فحص البروتينات A و A '(متطابقة من جميع النواحي باستثناء وجود درجة حرارة في A'). لاحظ أن إجراءات الطفرات أو الاندماج يمكن إجراؤها هنا، لذا فإما أن A هو بروتين مثل GFP و A 'هو اندماج GFP مع ال degron (كما هو موضح باللون الأخضر) أو A' هو بروتين degron و A هو شكل متحور بدون درجة الحرارة (كما هو موضح باللون الأحمر.) سيتم قياس كمية يوبيكويتين المرتبطة بـ A و A '. زيادة كبيرة في كمية يوبيكويتين في A مقارنة بـ A ستشير إلى أن درجة الحرارة تعتمد على يوبيكويتين.